# Hannapriset
Hannapriset är uppkallat efter Hanna Ouchterlony, den kvinna som startade Frälsningsarméns arbete i Sverige.
Priset delas ut av Frälsningsarmén till "en förtjänt person utanför Frälsningsarmén för dennes insatser i medmänniskors tjänst, som på ett särskilt sätt bedöms ligga i linje med Frälsningsarméns grundtankar och principer". Priset, bestående en statyett föreställande Hanna Ouchterlony gjord av konstnären Gordon Rossiter skulle delats ut första gången 2005 i samband med den traditionella julkonserten i Blå hallen i Stockholms stadshus men p.g.a att pristagaren var på utlandsresa kom det istället att överlämnas vid en ceremoni i Stockholm 16 januari 2006.

## Pristagare
- 2005 - Carolina Klüft.
- 2006 - Truls Bernhold. För det s.k. klosterprojektet på kriminalvårdsanstalten i Kumla.
- 2007 - Anders Carlberg. för sitt arbete med Fryshuset och de olika projekt som pågår där.....